# 람빵 공항

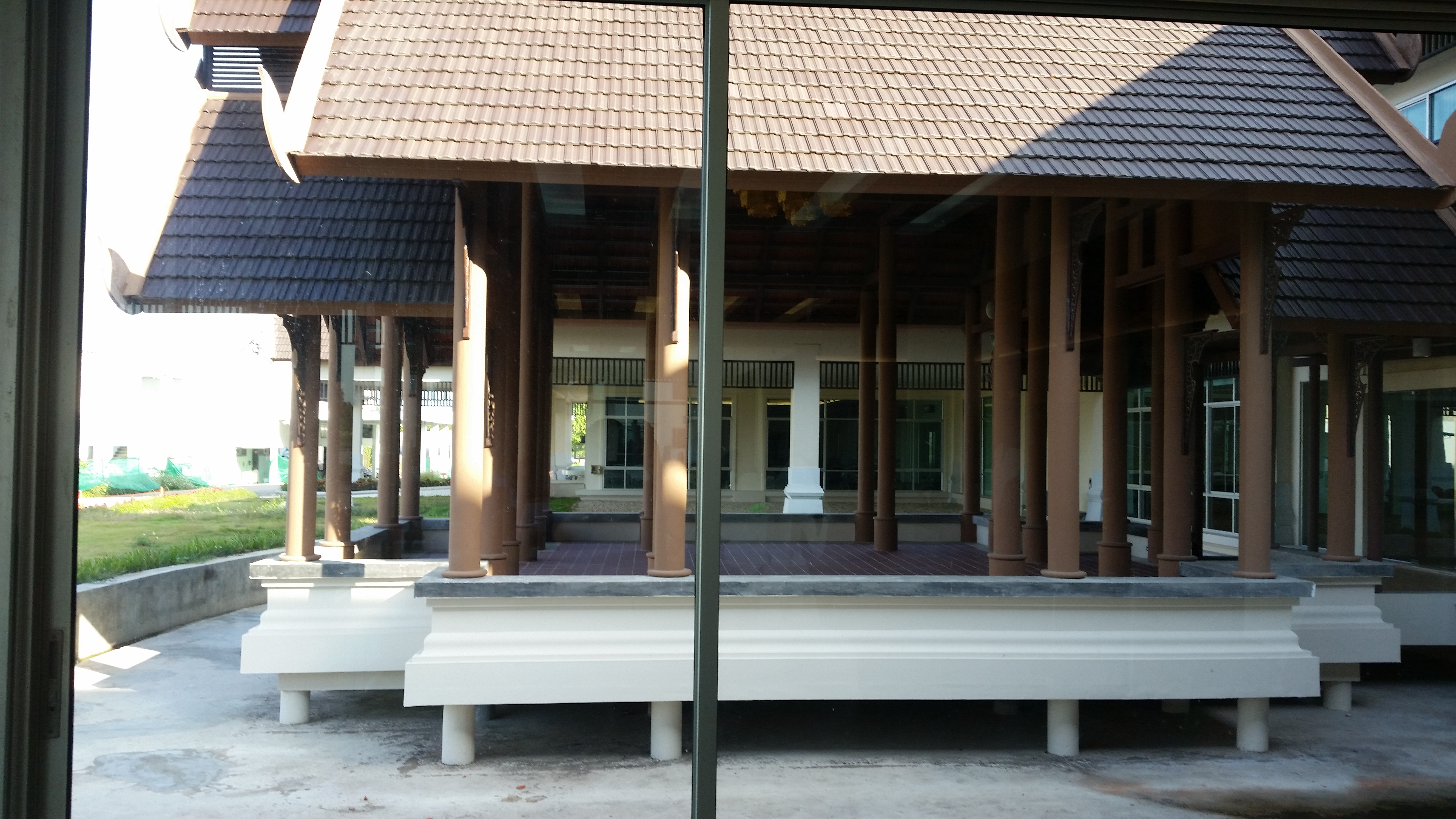

람빵 공항(ท่าอากาศยานลำปาง, Lampang Airport, IATA: LPT, ICAO: VTCL)는 태국 람빵주의 국내 공항이다.

## 운항 노선
| 항공사 | 도착지          |
| ------ | --------------- |
| 녹에어 | 돈므앙 국제공항 |

## 시설
- 항공 교통관제 빌딩
- 전술 항공 항법 빌딩 (NDB, VOR / DME, ILS)
- 에어 필드 라이팅 빌딩
- 공항 전기 시스템 빌딩 (PAPI, APP LIGHT. R / WT / W 라이트)
- 비상 전기 발전기 빌딩
- 소방대 및 구세군 빌딩
- 챈 서리 2층 1빌딩
- 도착 라운지
- 출발 라운지
- 체크인 카운터 3 카운터
- VIP 룸 2실
- 가게
- 공중전화
- 주차 시설
- 직원 빌딩

## 통계
| 년도   | 승객    | 변경 사항 | 항공편  |
| ------ | ------- | --------- | ------- |
| 2011년 | 22,343  | 20.29 %   | 739대   |
| 2012년 | 55,958  | 50.45 %   | 1,214대 |
| 2013년 | 77,848  | 39.12 %   | 1,612대 |
| 2014년 | 120,520 | 54.81 %   | 2,515대 |
| 2015년 | 261,428 | 116.92 %  | 4,602대 |